# Obbligo a contrarre
L'obbligo a contrarre, noto anche come coazione a contrarre, è un fenomeno per il quale l'autonomia negoziale, pur esistente nei limiti della definizione del contenuto contrattuale, viene a mancare proprio nel suo momento genetico, e cioè nella scelta del "se stipulare". L'obbligo trova la sua fonte nella legge, che impone, in particolari casi, di concludere un contratto su richiesta della controparte, ed è posto sia dal codice civile che dalle legislazioni speciali specificamente a carico del:
- Monopolista legale (articolo 2597 c.c.)
- Gestore di un pubblico servizio (come il servizio telefonico o il servizio di trasporto di linea ex articolo 1679 c.c.)
- Assicuratore in caso di R.C. auto obbligatoria (D.Lgs. n. 209/2005)
- Gestore di particolari imprese commerciali (come l'albergatore e il ristoratore)
- Datore di lavoro nei confronti degli appartenenti alle categorie protette (legge n. 482/1968)